# 蒂爾布魯克山
60°44′S 45°36′W / 60.733°S 45.600°W
蒂爾布魯克山是南極洲的山峰，位於南奧克尼群島的西格尼島東南部，海拔高度70米，以英國測量隊的生物學家命名，現時由南極條約體系管理。